# Антоний (Миловидов)
Епископ Антоний (в миру Алекса́ндр Никола́евич Милови́дов; 31 мая [12 июня] 1877, Москва — 4 октября 1937, Челябинск) — епископ Русской православной церкви, епископ Омский и Челябинский.

## Биография
Родился 31 мая (12 июня) 1877 года в Москве, в семье дворянина Николая Алексеевича Миловидова, профессора гражданского права Харьковского университета. Отец скончался когда мальчику было около четырёх лет.
В 1897 году, окончив Московскую гимназию, поступил послушником в Свято-Троице-Сергиеву Лавру и 8 июля 1908 года пострижен в монашество с именем Антоний.
В 1897—1908 годах пребывал в Свято-Троицком Стефано-Махрищском монастыре Владимирская губернии.
С 10 ноября 1908 года — ризничий Юрьева монастыря Новгородской епархии.
В 1909 году рукоположен в иеродиакона и иеромонаха.

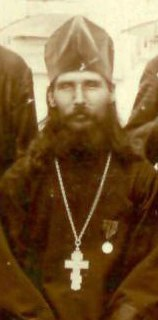
В сане иеромонаха в 1910-е годы

С 1910 года — казначей Московского Никольского единоверческого монастыря.
В 1912 году после конфликта с настоятелем, в связи с попыткой улучшения качества питьевой воды для монашествующих, «для научения смирению» послан в Зосимову пустынь под руководство её настоятеля игумена Гермогена.
4 февраля 1913 года указом Святейшего Синода назначен настоятелем Златоустовского Воскресенского единоверческого монастыря Уфимской губернии, сменив на этой должности 87-летнего архимандрита Иоанна.
С 1913 по 1921 годы — благочинный единоверческих церквей и монастырей Уфимской епархии.
29 июня 1917 года определением Синода награждён саном игумена. В сан игумена был возведён 8 июля 1917 года в Петрограде епископом Уфимским Андреем (Ухтомским).
С 1917 года — Уфимский епархиальный миссионер.
29 июня 1917 года награждён саном игумена с возложением палицы и 1 июля 1917 года избран на Всероссийский съезд монашествующих в Свято-Троице-Сергиевой Лавре. 23-28 июля 1917 года — делегат от братии монастыря на 2-м Всероссийском единоверческом съезде в Нижнем Новгороде, где прочёл доклад «О благоустройстве православно-старообрядческих монастырей». Рассматривался как один из кандидатов в единоверческого епископа для предполагавшегося единоверческого округа из Екатеринбургской, Пермской и Уфимской губерний.
В 1920 году арестован и осуждён за «контрреволюционную агитацию» и приговорён к 6 месяцам концлагерей.
18 мая 1921 года в храме Вознесения возведён в сан архимандрита Патриархом Тихоном.

### Архиерейство
6 июня 1925 года в посёлке Теджен хиротонисан во епископа Усть-Катан(в)ского, викария Уфимской епархии архиепископом Андреем (Ухтомским) и епископом Львом (Черепановым).
16 марта 1926 года в Уфе состоялось архиерейское совещание, обсуждавшее каноничность поставления епископа Руфина (Брехова), Питирима (Ладыгина) и Антония (Миловидова) в котором приняли участие епископ Златоустовский Николай (Ипатов) и три викария Уфимской епархии: временный управляющий Уфимской епархией епископ Иоанн (Поярков), епископ Аскинский Серафим (Афанасьев) и епископ Байкинский Вениамин (Фролов). Несмотря на то, что собравшиеся в Уфе архиереи ранее были деятелями организованной в 1922 году Андреем (Ухтомским) Уфимской автокефалии, хиротонии были признаны недействительными.
25 апреля 1926 года уклонился к беглопоповцам.
15-18 ноября 1927 года — наблюдатель от Уфимской автокефалии (непоминающих «андреевского
течения») на съезде староцерковников-григориан.
Вскоре после этого признал Заместителя Патриаршего Местоблюстителя митрополита Сергия (Страгородского) каноническим главой Церкви, вступил с ним в переговоры. После принесения покаяния был принят в сущем сане, как рукоположенный архиереми старого поставления. Назначен в декабре 1927 года епископом Троицким, викарием Челябинской епархии.
27 апреля 1928 году назначен епископом Бугульминским, викарием Казанской епархии.
30 ноября 1928 года был арестован ОГПУ и обвинён в организации собраний духовенства городов Троицка и Бугульмы, на которых обсуждались вопросы о Поместном Соборе, о Патриаршестве, о поднятии церковного образования среди духовенства, а также о нововведениях обновленцев: о второбрачии духовенства и женатом епископате. За организацию собраний 24 мая 1929 года особым совещанием при коллегии ОГПУ был приговорен к 3 годам ссылки в Самару.
Здесь он вновь был арестован и 9 сентября 1930 года приговорен к 3 годам заключения в ИТЛ, которое отбывал в Вишерских лагерях. Освобожден в 1933 году.
16 июня 1933 года назначен епископ Енисейский и Красноярский.
Навещал находившегося в ссылке в Туруханском крае митрополита Кирилла (Смирнова).
С 3 мая 1934 года — епископ Ачинский.
С 9 сентября 1935 года — епископ Омский и Челябинский.
Был арестован в Омске 29 ноября 1936 года вместе с шестью священниками Омской епархии. Обвинён в том, что «руководил к/р группой и объединил вокруг себя реакционное духовенство, проводил к/р клеветническую пропаганду и проч.». На предварительном следствии признал себя виновным и подписал показания, написанные следователем; 19-22 марта 1937 года состоялось судебное рассмотрение «дела» на специальной коллегии Омского областного суда. На судебном заседании епископ Антоний отказался от всех показаний, данных им на предварительном следствии; 22 марта Омский областной суд приговорил епископа Антония к 10 годам тюремного заключения, а 3 апреля ему было предъявлено новое обвинение, будто бы он, «являясь епископом Омской области и проживая в Омске, без разрешения Комиссии по культам осуществлял нелегально руководство над духовенством Челябинской области и создавал контрреволюционные формирования <…>, перед которыми ставил задачу подготовки кадров для вооруженного выступления в случае войны». На заседании Челябинского областного суда, состоявшемся 10-12 июля, епископ Антоний заявил, что никакой контрреволюционной переписки с духовенством он не вёл, вся переписка была только по церковным делам, он также отрицал существование контрреволюционной организации; 12 июля 1937 года специальной коллегией Челябинского областного суда он был приговорён к расстрелу.
25 сентября подал заявление начальнику УНКВД по Челябинской области, где писал, что согласен дать показания, которые требует от него следствие. 26 сентября ему были предъявлены дополнительные обвинения и вновь начато следствие. 27 сентября он подписал показания, признав себя виновным во всём, что требовало от него следствие; 2 октября тройкой УНКВД по Челябинской области признан «организатором и руководителем „Повстанческо-террористической организации духовенства Челябинской области“». Расстрелян 4 октября 1937 года вместе с другими священниками и мирянами, всего 127 человек.
В 1958 году реабилитирован посмертно. Постановление «тройки» было отменено, а дело прекращено за отсутствием состава преступления.